# Directivité
La directivité caractérise la capacité d'un émetteur ou d'un récepteur à exercer sa fonction dans les différentes directions.

## Acoustique

### Pour une source

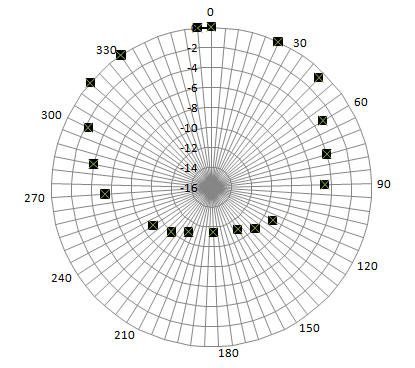
Diagramme de directivité d'une source acoustique.

Une source est dite omnidirectionnelle si elle émet de la même façon dans toutes les directions. Ce serait le cas d'un monopôle.
Le facteur de directivité d'une source {\displaystyle Q} est le rapport de l'intensité acoustique produite à une distance r dans une direction donnée sur l'intensité acoustique moyenne à la même distance.
L’intensité acoustique moyenne correspondrait à l'intensité qui serait produite par une source omnidirectionnelle : {\displaystyle I_{moy}(r)={\frac {P_{a}}{4.\pi .r^{2}}}},
où {\displaystyle P_{a}} est la puissance acoustique de la source en watts (W).
L'intensité acoustique en un point donné peut alors s'écrire : {\displaystyle I(r,\theta ,\phi )={\frac {Q(\theta ,\phi ).P_{a}}{4.\pi .r^{2}}}}.
L'indice de directivité permet une représentation logarithmique de la directivité.
Enfin, le diagramme de directivité est fréquemment utilisé par les fabricants pour représenter par une courbe la directivité, généralement dans le plan horizontal. Pour un angle donné, il représente l'atténuation en décibels par rapport à l'axe principal.

### Pour un microphone

Diagramme de directivité d'un microphone hypercardioïde.

La sensibilité d'un microphone (en mV/Pa) est le rapport de la tension électrique efficace générée sur la
pression acoustique efficace qu'il reçoit : {\displaystyle S={\frac {U}{P}}}. Un microphone est dit omnidirectionnel si sa sensibilité est la même quelle que soit la direction d'incidence de l'onde acoustique.
La directivité d'un microphone est définie comme le rapport de la sensibilité dans cette direction sur la sensibilité dans l'axe de référence.
Elle peut aussi être définie de façon logarithmique :
C'est cette fonction de {\displaystyle \theta } que représente généralement le diagramme de directivité.
Le facteur de directivité est le rapport de la sensibilité, élevée au carré, dans une direction donnée sur la sensibilité moyenne élevée au carré. La sensibilité moyenne est la sensibilité pour un champ diffus.
L'indice de directivité est une expression logarithmique du facteur de directivité.

### Exemples

#### Monopôle
Un monopôle est une sphère pulsante de petite dimension devant la longueur d'onde. Il s'agit d'une source omnidirectionnelle.

#### Piston
Pour une source acoustique en forme de piston, cette propriété est définie par le produit {\displaystyle ka}.
Avec {\displaystyle k} le nombre d'onde et {\displaystyle a} le rayon du piston.

Exemples de cartes d'intensité en fonction de ka (échelle logarithmique avec seuillage)
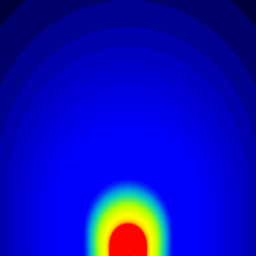
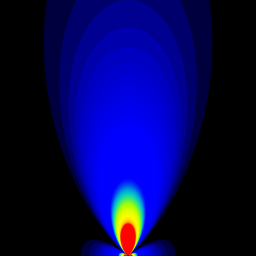
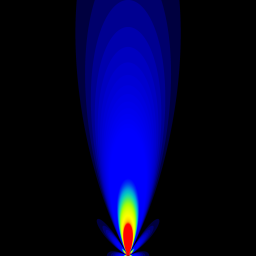
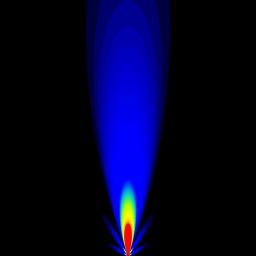

- {\displaystyle ka=2}
- {\displaystyle ka=5}
- {\displaystyle ka=8}
- {\displaystyle ka=10}

## Antennes
En électromagnétisme, la directivité est un paramètre d'une antenne ou d'un système optique qui mesure le degré de concentration du rayonnement émis dans une seule direction. Elle mesure la densité de puissance que l'antenne émet dans la direction de sa plus forte émission, par rapport à la densité de puissance émise par un élément rayonnant isotrope idéal (qui émet uniformément dans toutes les directions) émettant la même puissance totale. Comme pour tout dipôle passif, cette caractéristique s'applique également en réception.

Diagramme de rayonnement montrant la directivité : la densité de puissance la plus élevée de cette antenne est dans la direction du lobe principal en rouge.

La directivité d'une antenne est une composante de son gain ; l'autre composante est son rendement (en) (électrique). La directivité est une mesure importante car de nombreuses antennes et systèmes optiques sont conçus pour rayonner des ondes électromagnétiques dans une seule direction ou sur un angle étroit. La directivité est également définie pour une antenne recevant des ondes électromagnétiques, et sa directivité en réception est égale à sa directivité en émission.
La directivité d'une antenne réelle peut varier de 1,76 dBi pour un dipôle court à 50 dBi pour une grande antenne parabolique.

### Définition

Diagramme illustrant la définition de la directivité. Il montre le diagramme de rayonnement d'une antenne directionnelle (, en gris) qui rayonne une puissance maximale le long de l'axe z, et le diagramme d'une antenne isotrope (, en vert) avec la même puissance totale rayonnée. La directivité est définie comme le rapport entre l'intensité maximale du signal rayonné par l'antenne et l'intensité du signal rayonné par l'antenne isotrope
.
Étant donné que l'antenne directionnelle rayonne la majeure partie de sa puissance dans un petit angle solide autour de l'axe z, l'intensité maximale du signal est beaucoup plus importante que l'antenne isotrope qui diffuse la même puissance dans toutes les directions. Ainsi, la directivité est bien supérieure à un.

La directivité, {\displaystyle D} , d'une antenne est la valeur maximale de son gain directif. Le gain directif est représenté par {\displaystyle D(\theta ,\phi )} et compare l'intensité rayonnée (puissance par unité d'angle solide) {\displaystyle U(\theta ,\phi )} qu'une antenne crée dans une direction particulière par rapport à la valeur moyenne sur toutes les directions :
{\displaystyle D(\theta ,\phi )={\frac {U(\theta ,\phi )}{P_{\text{tot}}/\left(4\pi \right)}}.}
Où {\displaystyle \theta } et {\displaystyle \phi } sont respectivement l'angle d'élévation (ou angle zénithal ou en site) et l'angle en gisement (ou en azimut) dans les angles standards de coordonnées sphériques ; {\displaystyle U(\theta ,\phi )} est l'intensité de rayonnement, qui est la puissance par unité d'angle solide ; et {\displaystyle P_{\text{tot}}} est la puissance totale rayonnée. Les quantités {\displaystyle U(\theta ,\phi )} et {\displaystyle P_{\text{tot}}} satisfont la relation suivante .
{\displaystyle P_{\text{tot}}=\int _{\phi =0}^{\phi =2\pi }\int _{\theta =0}^{\theta =\pi }U\sin \theta \,d\theta \,d\phi ;}
c'est-à-dire que la puissance rayonnée totale {\displaystyle P_{\text{tot}}} est la puissance par unité d'angle solide {\displaystyle U(\theta ,\phi )} intégrée sur une surface sphérique. Comme il y a 4π stéradians sur la surface d'une sphère, la quantité {\displaystyle P_{\text{tot}}/(4\pi )} représente la puissance moyenne par unité d'angle solide.
En d'autres termes, le gain directif est l'intensité de rayonnement d'une antenne à une  combinaison de coordonnées particulière {\displaystyle (\theta ,\phi )} divisée par ce que l'intensité de rayonnement aurait été si l'antenne était une antenne isotrope rayonnant la même quantité de puissance totale dans l'espace.
La directivité, alors, est la valeur maximale du gain directif trouvée parmi tous les angles solides possibles :
{\displaystyle {\begin{aligned}D&=\max \left({\frac {U}{P_{\text{tot}}/\left(4\pi \right)}}\right)\\&={\frac {\left.U(\theta ,\phi )\right|_{\text{max}}}{{\frac {1}{4\pi }}\int _{0}^{2\pi }\int _{0}^{\pi }U(\theta ,\phi )\sin \theta \,d\theta \,d\phi }}.\end{aligned}}}

Le mot directivité est aussi parfois utilisé comme synonyme de gain directif. Cet usage se comprend aisément, car la direction sera spécifiée, ou la dépendance directionnelle impliquée. Les éditions ultérieures du dictionnaire IEEE approuvent spécifiquement cet usage ; néanmoins, il n'a pas encore été universellement adopté.

### Réseaux d'antennes
Dans un réseau d'antennes (un ensemble de plusieurs antennes identiques qui fonctionnent ensemble comme une seule antenne), la directivité de l'ensemble du réseau est la somme multiplicative[pas clair] de la fonction de directivité de l'antenne individuelle avec une expression mathématique connue sous le nom de facteur de réseau. {\displaystyle AF}, qui dépend généralement de l'emplacement, de l'excitation et de la phase de chaque élément d'antenne,. La fonction de directivité globale est donnée par :
{\displaystyle D_{\text{array}}(\theta ,\phi )={\mathit {|AF|}}^{2}\times D(\theta ,\phi )},
où {\displaystyle D(\theta ,\phi )} est la directivité d'un seul élément. Ce terme d'élément unique est parfois appelé motif d'élément.

### Relation avec l'ouverture du faisceau
L'angle solide du faisceau, représenté par {\displaystyle \Omega _{A}}, est défini comme l'angle solide par lequel toute la puissance passerait si l'intensité du rayonnement de l'antenne était constante à sa valeur maximale. Si l'angle solide du faisceau est connu, la directivité maximale peut être calculée comme suit .
{\displaystyle D={\frac {4\pi }{\Omega _{A}}},}
qui calcule simplement le rapport entre l'angle solide du faisceau et l'angle solide d'une sphère.
L'angle solide du faisceau peut être approximé pour les antennes avec un lobe principal étroit et des lobes secondaires très négligeables en multipliant simplement les ouvertures de lobe principal (en) à demi-puissance (en radians) dans deux plans perpendiculaires. L'ouverture du lobe à mi-puissance est simplement l'angle dans lequel l'intensité du rayonnement est au moins égale à la moitié de l'intensité maximale du rayonnement.
Les mêmes calculs peuvent être effectués en degrés plutôt qu'en radians :
{\displaystyle D\approx 4\pi {\frac {({\frac {180}{\pi }})^{2}}{\Theta _{1d}\Theta _{2d}}}={\frac {41253}{\Theta _{1d}\Theta _{2d}}},}
où {\displaystyle \Theta _{1d}} est l'ouverture du lobe à mi-puissance dans un plan (en degrés) et {\displaystyle \Theta _{2d}} est la largeur du lobe à mi-puissance dans un plan à angle droit par rapport à l'autre (en degrés).
Dans les réseaux planaires, une meilleure approximation est la suivante .
{\displaystyle D\approx {\frac {32400}{\Theta _{1d}\Theta _{2d}}}.}
Pour une antenne avec un lobe conique (ou approximativement conique) avec une largeur de faisceau à mi-puissance de {\displaystyle \theta } degrés, alors le calcul intégral élémentaire donne une expression pour la directivité comme suit .
{\displaystyle D={\frac {2}{1-cos{\frac {\theta }{2}}}}}.

### Expression en décibels
La directivité est rarement exprimée sous la forme du nombre sans unité {\displaystyle D} mais plutôt sous la forme d'une comparaison décibel par rapport à une antenne de référence :
{\displaystyle D_{\text{dB}}=10\cdot \log _{10}\left[{\frac {D}{D_{\text{référence}}}}\right].}
L'antenne de référence est généralement l'antenne isotrope parfait théorique, qui rayonne uniformément dans toutes les directions et a donc une directivité de 1. Le calcul est donc simplifié et se présente comme suit .
{\displaystyle D_{\text{dBi}}=10\cdot \log _{10}D.}
Une autre antenne de référence courante est le dipôle demi-onde parfait théorique, qui rayonne perpendiculairement à lui-même avec une directivité de 1,64 :
{\displaystyle D_{\text{dBd}}=10\cdot \log _{10}\left[{\frac {D}{1,64}}\right].}

### Impacts de la polarisation
Lorsque la polarisation est prise en considération, trois mesures supplémentaires peuvent être calculées :

#### Gain directif partiel
Le gain directif partiel est la densité de puissance dans une direction particulière et pour une composante particulière de la polarisation, divisée par la densité de puissance moyenne pour toutes les directions et toutes les polarisations. Pour toute paire de polarisations orthogonales (telles que circulaire gauche et circulaire droite), les densités de puissance individuelles s'additionnent simplement pour donner la densité de puissance totale. Ainsi, s'il est exprimé sous forme de rapports sans dimension plutôt qu'en dB, le gain directif total est égal à la somme des deux gains directifs partiels.

#### Directivité partielle
La directivité partielle est calculée de la même manière que le gain directif partiel, mais sans tenir compte du rendement de l'antenne (c'est-à-dire en supposant une antenne sans perte). Elle est de même additive pour les polarisations orthogonales.

#### Gain partiel
Le gain partiel est calculé de la même manière que le gain, mais en considérant seulement une certaine polarisation. Il est également additif pour les polarisations orthogonales.

## Éclairage
La directivité d'une source lumineuse (lampe ou luminaire), c'est-à-dire son intensité lumineuse en fonction de l'angle, sert à évaluer l'éclairage de surfaces ou l'éblouissement.
L'angle de rayonnement décrit, pour les sources lumineuses directionnelles (par exemple pour les diodes électroluminescentes ou les lampes à réflecteur, les lampes à miroir de lumière froide), l'angle inclus par les points latéraux avec une intensité lumineuse maximale de moitié. Il peut être différent pour les luminaires situés dans différentes directions de l'espace.
Pour l'éclairage des rues ou le rétroéclairage (backlight en anglais) des écrans, on utilise souvent des caractéristiques de rayonnement en forme de papillon (deux lobes orientés latéralement).